# Alexander Bade
Alexander Bade (Berlino, 25 agosto 1970) è un allenatore di calcio ed ex calciatore tedesco, di ruolo portiere.

## Palmarès

### Giocatore

#### Competizioni nazionali
- Campionato tedesco di seconda divisione: 1

Colonia: 2004-2005